# Joseph Kariyil
Joseph Kariyil (ur. 11 stycznia 1949 w Arthunkal) – indyjski duchowny rzymskokatolicki, w latach 2009-2024 biskup Koczin.

## Życiorys
Święcenia kapłańskie przyjął 19 grudnia 1973 i został inkardynowany do diecezji Koczin. Przez kilkanaście lat pracował jako wikariusz, zaś w latach 1992-2000 był dyrektorem centrum duszpasterskiego w Kerali. Od 2000 wikariusz generalny diecezji.
12 marca 2005 został prekonizowany biskupem Punalur. Sakry biskupiej udzielił mu 3 maja 2005 jego poprzednik, bp Mathias Kappil.
8 maja 2009 otrzymał nominację na biskupa rodzinnej diecezji. Ingres odbył się 5 lipca 2009.
2 marca 2024 papież Franciszek przyjął jego rezygnację z urzędu biskupa Koczin, złożoną ze względu na wiek. 